# Camillo Berneri

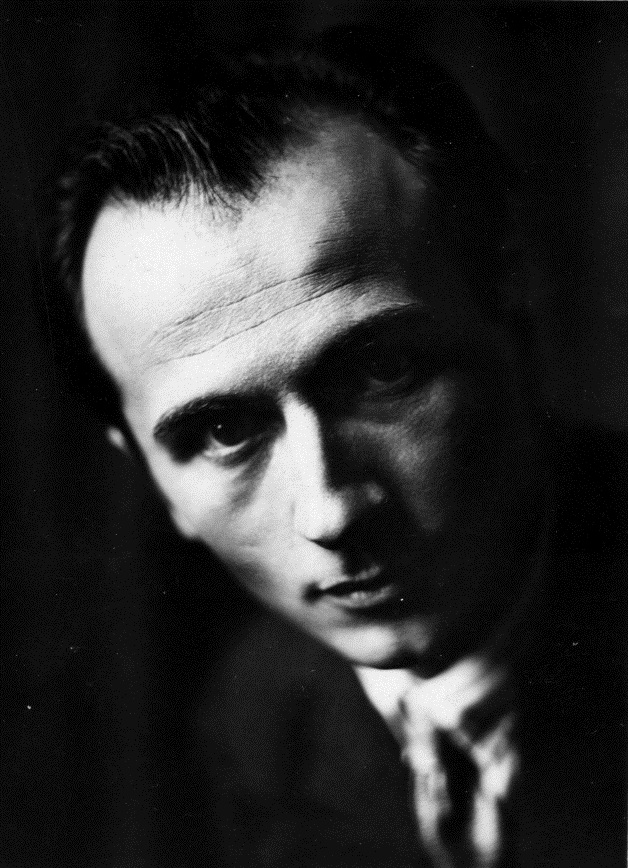
Camillo Berneri

Camillo Berneri (eigentlich Camillo Luigi Berneri, auch Luigi Camillo Berneri geschrieben; * 20. Juli 1897 in Lodi (Norditalien); † 6. Mai 1937 in Barcelona) war ein italienischer Autor, Philosoph, Antimilitarist, Anarchist und aktiv im Spanischen Bürgerkrieg.

## Leben
Camillo Berneris Kindheit war geprägt von physischen Leiden. Nur wenige Monate alt erkrankte er an Mangelernährung. 1904 bekam er Typhus und später Enteritis. Seine Eltern, sein Vater war lokaler Beamter, seine Mutter Grundschullehrerin, zogen von Lodi nach Mailand, später nach Palermo und Forlì.
1912 war Berneri bereits Mitglied des italienischen sozialistischen Jugendverbandes (FGS) und wurde später Ortssekretär des Verbandes. Er war zu dieser Zeit überzeugter Sozialist. Nach intensiven Gesprächen mit unter anderem dem Buchbinder und Mitglied des „Internationalen anarchistischen Aktionskomitees“, Torquato Gobbi, verließ er die FGS. In einem offenen Brief kritisierte Berneri den Jugendverband wegen Bürokratismus und „mangelnder Hingabebereitschaft“. Berneri schloss sich der italienischen anarchistischen Bewegung an. Seine Abkehr vom Sozialismus beschrieb er mit den Worten:

„Der ideale Arbeiter des Marxismus oder Sozialismus ist eine mythische Figur. Er entstammt Metaphysik des sozialistischen Romantizismus und ist geschichtlich nicht belegt“

Nach einem dreijährigen Militärdienst musste er als „Subversiver“ die Militärschule verlassen wegen antimilitaristischer Aktivitäten. Unter Bewachung wurde er an die Front gesandt und zweimal vor das Militärgericht gestellt. 1919 folgte seine Verbannung auf die Insel Pianosa. Er war 1920 aktiv beteiligt an Fabrikbesetzungen in Norditalien. Als überzeugter Antimilitarist schrieb er: „Gemetzel, Plünderungen, Vergewaltigungen, darin besteht der Krieg! Um seiner Lust zu genügen, faßt der Niederträchtige den Mut, der ihm ansonsten abgeht, wenn er seinen Nächsten aus einer Gefahr erretten oder ein mit Schmerzen verbundenes und gefährliches Unterfangen beginnen soll. In der rauch- und blutgeschwängerten Atmosphäre des Krieges fällt der Durchschnittsmensch in die Barbarei zurück, und manchmal wird er darin sogar zum Wilden“.
Nach seinem Studium an der Universität von Florenz ging Berneri, nachdem er unter Beaufsichtigung des faschistischen Regimes gestellt war, ins Exil. Aus Frankreich, Luxemburg, Deutschland, Belgien und den Niederlanden wurde er ausgewiesen. Am 1. Februar 1914 veröffentlichte er seine ersten Artikel in der Zeitschrift l’Avanguardia mit dem Titel „Die Lügen des Alten Testaments“. Danach folgten Beiträge in verschiedenen anarchistischen Publikationen, so in: La Protesta, Tiempos Nuevos, Tierra y Libertad, Rivista Blanca und Estudios. Außerdem publizierte er Essays und Monografien.
1936, bei Ausbruch der spanischen Revolution, reiste Berneri nach Barcelona, gründete dort die Zeitschrift Guerra di classe und wurde Delegierter der „Kolonne Francisco Ascaso“. Er beteiligte sich aktiv an den Kämpfen an der aragonesischen Front. Bei Auseinandersetzungen zwischen Kommunisten und Anarchisten in Barcelona 1937  wurde Berneri zusammen mit dem Anarchisten Francesco Barbieri von zivilen Agenten im Dienst der GPU aus der Wohnung geholt. In der Nacht vom 5. auf den 6. Mai 1937 wurde Berneris Leichnam gefunden. Er war von Stalinisten erschossen worden.
Luigi Camillo Berneri war mit Giovanna Caleffi verheiratet und hatte zwei Töchter, Giliane Berneri und Marie-Louise Berneri.

## Werke (Auswahl)
- Peter Kropotkin: His Federalist Ideas. Freedom Press, London 1943.
- Memoria antologica, saggi critici e appunti biografici in recordo di Camillo Berneri nel cinquantesimo della morte. Archivio Famiglia Berneri, 1986
- Le tre città: la città antica, la città odierna, la città futura. I. Funghi & C.
- Compiti nuovi del movimento anarchico. L’Impulso, 1955

## Weiterführende Literatur
- Renzo De Felice: Berneri, Camillo Luigi. In: Alberto M. Ghisalberti (Hrsg.): Dizionario Biografico degli Italiani (DBI). Band 9: Berengario–Biagini. Istituto della Enciclopedia Italiana, Rom 1967.
- Kathy E. Ferguson: „Emma Goldman: Political Thinking in the Streets“ (20th Century Political Thinkers). Unter anderem über: Gilana Berneri, Giovanna Berneri und Marie-Louise Berneri. Publisher: Rowman & Littlefield Publishers (April 2011). ISBN 978-0-7425-2300-5
- Massimo Granchi: Camillo Berneri e i totalitarismi. Istituto Ugo Arcuri per la storia dell'antifascismo e dell'Italia contemporanea in provincia di Reggio Calabria, 2006
- Felix Morrow, Revolution & counter-revolution in Spain, including The civil war in Spain. Google Books. S. 157, 215, 227 über C. Berneri.
- George Richard Esenwein: The Spanish Civil War a modern tragedy. Routledge, 2005. Google Books. S. 194
- George Woodcock: Anarchism: a history of libertarian ideas and movements. University of Toronto Press, 2004. ISBN 978-1-55111-629-7. Google Books. Seite 290.
- Helen Graham, The Spanish republic at war, 1936-1939. University of London. London 2002. ISBN 978-0-521-45932-7. Google Books. S. 294.